# Роды семейства Аизовые
- Список составлен на основе данных сайта WFO Plantlist на 2023 год[1].
- Большинство русскоязычных названий взяты с сайта mesemb.ru на основе транслитерации и этимологии, и могут содержать неточную информацию[2].
- Синонимика видов в данном списке не приводится.

| A B C D E F G H I J K L M N O P R S T U V W Y Z |

## A
- Acrodon N.E.Br. — Акродон
- Acrosanthes Eckl. & Zeyh. — Акросантес
- Aizoanthemopsis Klak
- Aizoanthemum Dinter ex Friedrich — Аизоантемум
- Aizoon L. — Аизоон
- Aloinopsis Schwantes — Алоинопсис
- Amphibolia L.Bolus ex A.G.J.Herre
- Anisostigma Schinz
- Antegibbaeum Schwantes ex C.Weber — Антегиббеум
- Antimima N.E.Br. — Антимима
- Apatesia N.E.Br. — Апатезия
- Arenifera A.G.J.Herre
- Argyroderma N.E.Br. — Аргиродерма
- Astridia Dinter — Астридия

## B
- Bergeranthus Schwantes — Бергерантус
- Bijlia N.E.Br.
- Braunsia Schwantes — Браунсия
- Brianhuntleya Chess., S.A.Hammer & I.Oliv.

## C
- Calamophyllum Schwantes — Каламофиллум
- Carpanthea N.E.Br. — Карпантея
- Carpobrotus N.E.Br. — Карпобротус
- Carruanthus (Schwantes) Schwantes — Карруантус
- Cephalophyllum N.E.Br. — Цефалофиллум
- Cerochlamys N.E.Br. — Церохламис
- Chasmatophyllum Dinter & Schwantes — Хасматофиллум
- Cheiridopsis N.E.Br. — Хейридопсис
- Circandra N.E.Br. — Циркандра
- Cleretum N.E.Br. — Клеретум
- Conicosia N.E.Br. — Коникозия
- Conophytum N.E.Br. — Конофитум
- Corpuscularia Schwantes — Корпускулярия
- Cylindrophyllum Schwantes — Цилиндрофиллум

## D
- Deilanthe N.E.Br. — Дейланте
- Delosperma N.E.Br. — Делосперма
- Dicrocaulon N.E.Br. — Дикрокаулон
- Didymaotus N.E.Br. — Дидимаотус
- Dinteranthus Schwantes — Динтерантус
- Diplosoma Schwantes — Диплосома
- Disphyma N.E.Br. — Дисфима
- Dracophilus (Schwantes) Dinter & Schwantes — Дракофилюс
- Drosanthemopsis Rauschert — Дрозантемопсис
- Drosanthemum Schwantes — Дрозантемум

## E
- Eberlanzia Schwantes — Эберланция
- Ebracteola Dinter & Schwantes — Эбрактеола
- Ectotropis N.E.Br.
- Enarganthe N.E.Br. — Энарганте
- Erepsia N.E.Br. — Эрепсия
- Esterhuysenia L.Bolus

## F
- Faucaria Schwantes — Фаукария
- Fenestraria N.E.Br. — Фенестрария
- Frithia N.E.Br. — Фрития

## G
- Gibbaeum Haw. ex N.E.Br. — Гиббеум
- Glottiphyllum Haw. ex N.E.Br. — Глоттифиллум
- Gunniopsis Pax

## H
- Hallianthus H.E.K.Hartmann — Холлиантус
- Hammeria — Хаммерия
- Hartmanthus S.A.Hammer
- Hereroa (Schwantes) Dinter & Schwantes — Герероя
- Hymenogyne Haw. — Гименогине

## J
- Jacobsenia L.Bolus & Schwantes — Якобсения
- Jensenobotrya A.G.J.Herre — Енсеноботрия
- Jordaaniella H.E.K.Hartmann
- Juttadinteria Schwantes — Юттадинтерия

## K
- Khadia N.E.Br.

## L
- Lampranthus N.E.Br. — Лампрантус
- Lapidaria (Dinter & Schwantes) N.E.Br. — Лапидария
- Leipoldtia L.Bolus
- Lemonanthemum Klak — Лемонантемум
- Lithops N.E.Br. — Литопс

## M
- Machairophyllum Schwantes — Махайрофиллум
- Malephora N.E.Br. — Малефора
- Malotigena Niederle
- Marlothistella Schwantes
- Mesembryanthemum L. — Мезембриантемум
- Mestoklema N.E.Br. ex Glen — Местоклема
- Meyerophytum Schwantes — Мейерофитум
- Mitrophyllum Schwantes — Митрофиллум
- Monilaria (Schwantes) Schwantes — Монилярия
- Mossia N.E.Br. — Моссия

## N
- Namaquanthus L.Bolus — Намаквантус
- Namibia (Schwantes) Schwantes
- Nananthus N.E.Br. — Нанантус
- Nelia Schwantes — Нелия
- Neohenricia L.Bolus

## O
- Octopoma N.E.Br. — Октопома
- Oophytum N.E.Br. — Оофитум
- Orthopterum L.Bolus — Ортоптерум
- Oscularia Schwantes — Оскулярия
- Ottosonderia L.Bolus

## P
- Peersia L.Bolus
- Phiambolia Klak
- Pleiospilos N.E.Br. — Плейоспилос
- Prepodesma N.E.Br. — Преподесма
- Psammophora Dinter & Schwantes — Псаммофора

## R
- Rabiea N.E.Br. — Рабиея
- Rhinephyllum N.E.Br. — Ринефиллум
- Rhombophyllum (Schwantes) Schwantes — Ромбофиллум
- Roosia van Jaarsv.
- Ruschia Schwantes — Рушия
- Ruschianthus L.Bolus — Рушиантус
- Ruschiella Klak

## S
- Saphesia N.E.Br. — Сафезия
- Sarcozona J.M.Black
- Schlechteranthus Schwantes — Шлехтерантус
- Schwantesia Dinter — Швантезия
- Scopelogena L.Bolus ex A.G.J.Herre — Скопелогена
- Sesuvium L. — Сезувиум
- Skiatophytum L.Bolus — Скиатофитум
- Smicrostigma N.E.Br. — Смикростигма
- Stayneria L.Bolus — Стейнерия
- Stoeberia Dinter & Schwantes — Штёберия
- Stomatium Schwantes — Стоматиум

## T
- Tanquana H.E.K.Hartmann & Liede — Танквана
- Tetragonia L. — Тетрагония
- Titanopsis Schwantes — Титанопсис
- Trianthema L.
- Tribulocarpus S.Moore
- Trichodiadema Schwantes — Триходиадема

## V
- Vanheerdea L.Bolus ex H.E.K.Hartmann — Ванхердея
- Vanzijlia L.Bolus — Ванзейлия
- Vlokia S.A.Hammer — Влокия

## W
- Wooleya L.Bolus — Вулия

## Z
- Zaleya Burm.f.
- Zeuktophyllum N.E.Br. — Зеуктофиллум